# 音乐厅

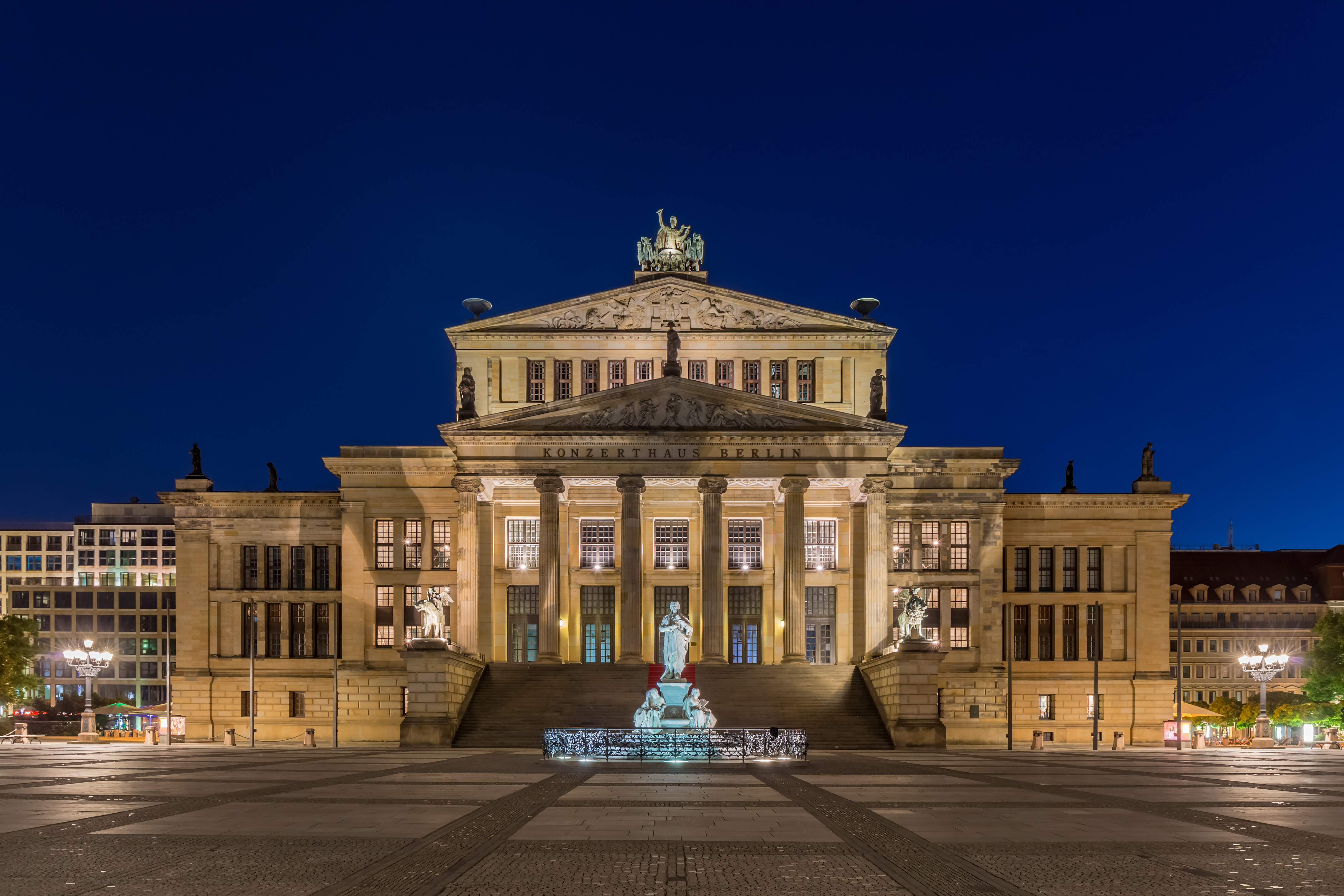
柏林音乐厅

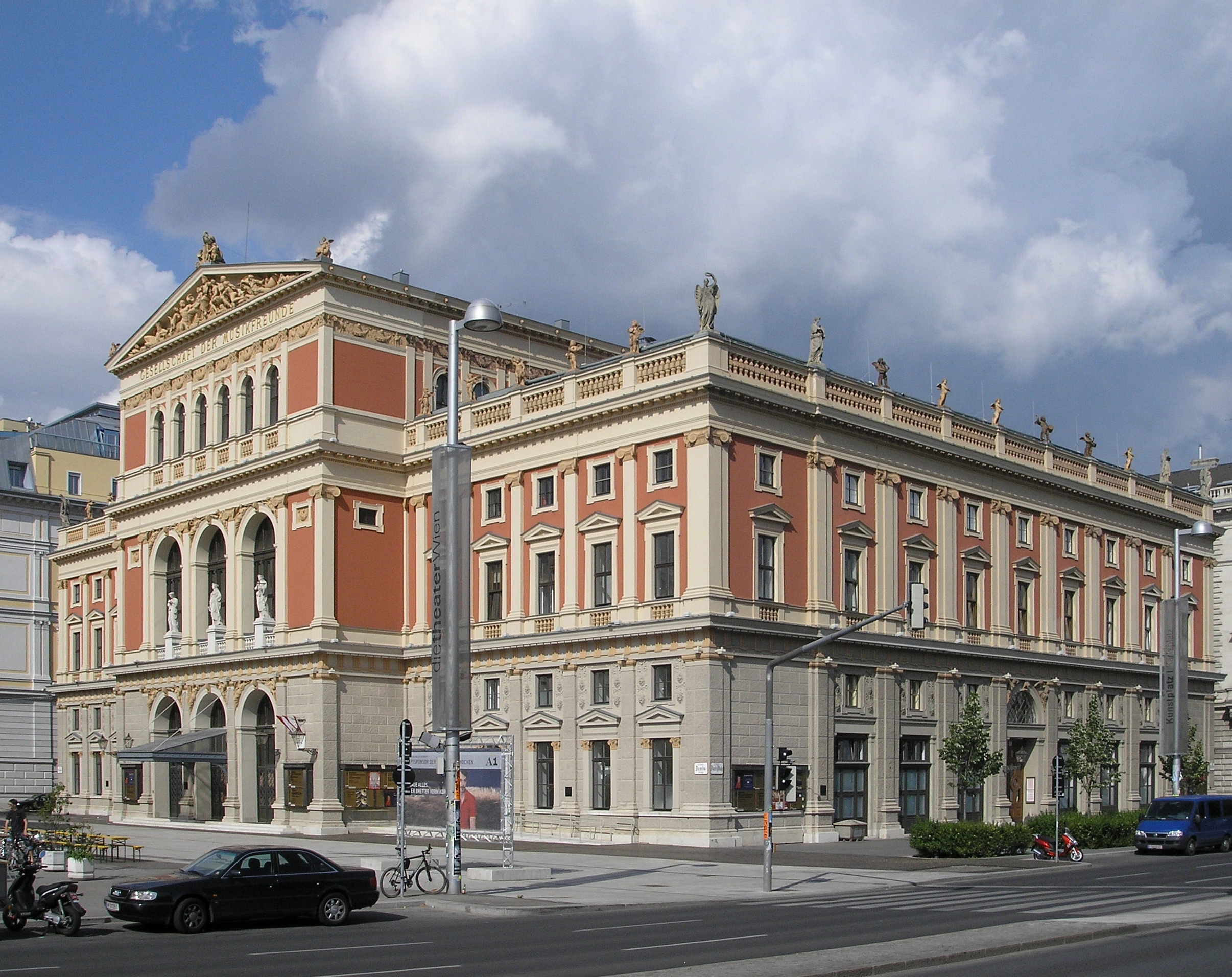
維也納音樂協會大樓

音乐厅是用于举办音樂會的建筑物。许多音乐厅是艺术或文化综合体当中的一部分。音乐厅有两种经典形式：“鞋盒式”（Shoebox style）和“葡萄园式”（Vineyard style）。

## 著名音乐厅
- 維也納音樂協會大樓
- 阿姆斯特丹音樂廳
- 莱比锡布商大厦
- 柏林愛樂廳
- 易北愛樂廳